# Cartierul nostru (1959)
Cartierul nostru este un film românesc din 1959 regizat de Jean Petrovici.